# فييرلاس
بلدية فييرلاس (بالإسبانية: Vierlas) هي بلدية تقع في مقاطعة سرقسطة التابعة لمنطقة أراغون شمال شرق إسبانيا.

## الديموغرافيا
بلغ عدد سكان بلدية فييرلاس 97 نسمة عام 2011 (وفقاً للمعهد الوطني الإسباني للإحصاء).
| 106 | 101 | 105 | 98 | 91 | 88 | 97 |